# Молос
Молос (дав.-гр. μολοσσός — молоський, від назви епірського племені молосів) — в античному віршуванні — шестиморна стопа, що складається з трьох довгих складів (— — —). Ніколи не використовувалася самостійно, зазвичай замінювала інші шестиморні стопи, зокрема іоники (U U — —, — — U U). У силабо-тонічному віршуванні вживається як трискладова стопа (дактиль, анапест, амфібрахій) з двома надсхемними наголосами.